# ST8SIA2
ST8SIA2 (англ. ST8 alpha-N-acetyl-neuraminide alpha-2,8-sialyltransferase 2ST8 alpha-N-acetyl-neuraminide alpha-2,8-sialyltransferase 2) — белок, кодируемый одноименным геном, расположенным у людей на коротком плече 15-й хромосомы.
Длина полипептидной цепи белка составляет 375 аминокислот, а молекулярная масса — 42 430.
Кодируемый геном белок по функциям относится к трансфераз, гликозилтрансфераз.
Локализованный в мембране, аппарате Гольджи.